# آنوبانی‌نی
آنوبانی‌نی (به انگلیسی: Anubanini، اکدی: 𒀭𒉡𒁀𒉌𒉌) پادشاه لولوبی بود.
سنگ‌نگاره آنوبانی‌نی منسوب به او در شهر سرپل ذهاب، از قدیمی‌ترین سنگ‌نبشته‌های ایران با قدمتی حدوداً ۴۸۰۰ سال است. این نقش‌برجسته پرده‌ای است که در آن شاه در برابر ایزدبانو ایشتار (ستاره‌ای که او را در مقابل دشمنان به پیروزی رسانده)، ایستاده و پای خود را بر بدن دشمن مغلوب نهاده‌است. ملکه حلقه‌ای به دست دارد و به دست دیگر طناب یا زنجیری گرفته، دو اسیر از بینی در بند اوست. علاوه بر شاه و ملکه، ۹ اسیر برهنه نیز در تصویر قابل مشاهده است.

## نگارخانه

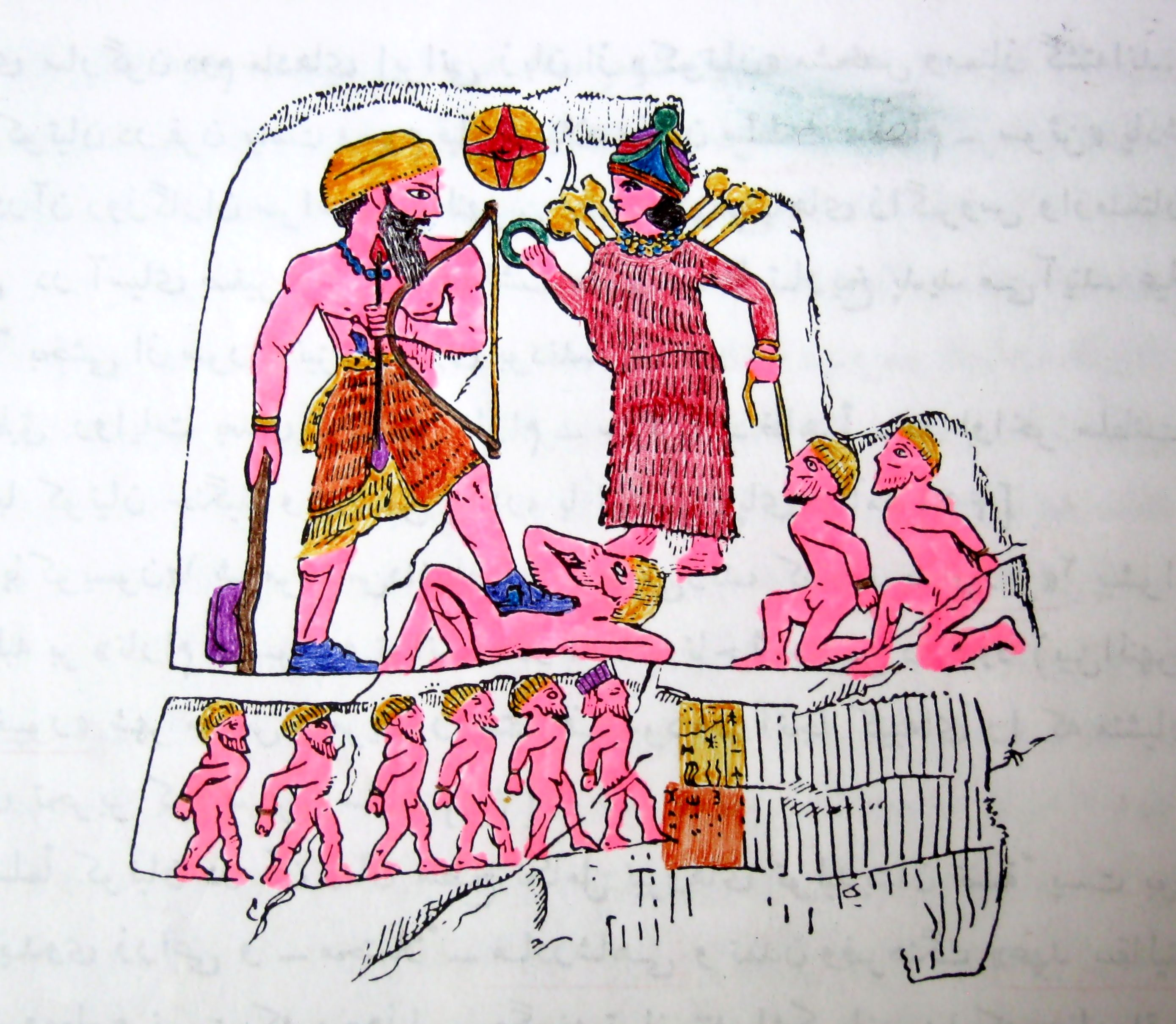
آنوبانی‌نی و سردار فاتح بر لولوبیان و ایشتار
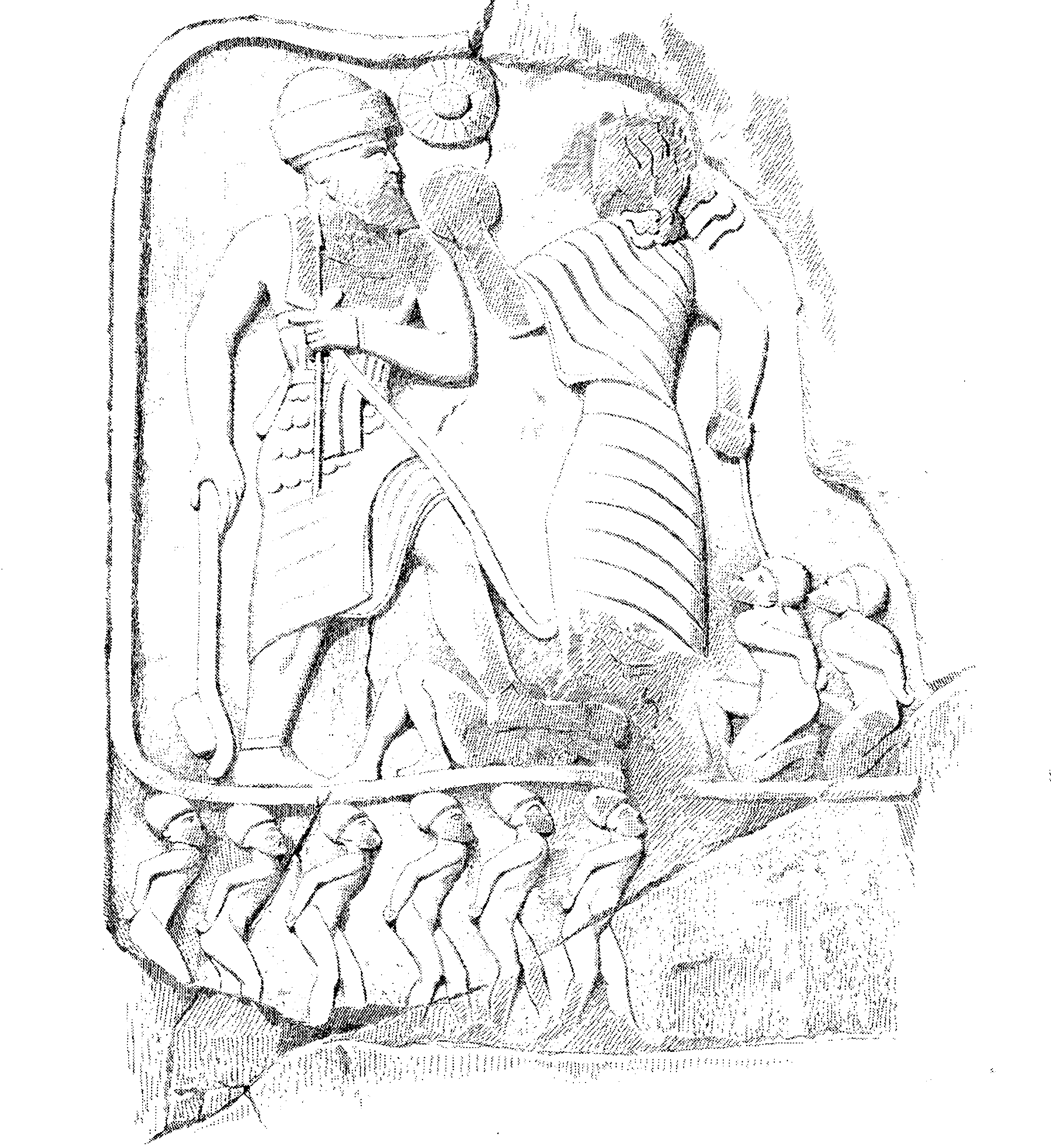
یک طراحی از نقش‌برجسته آنوبانی‌نی
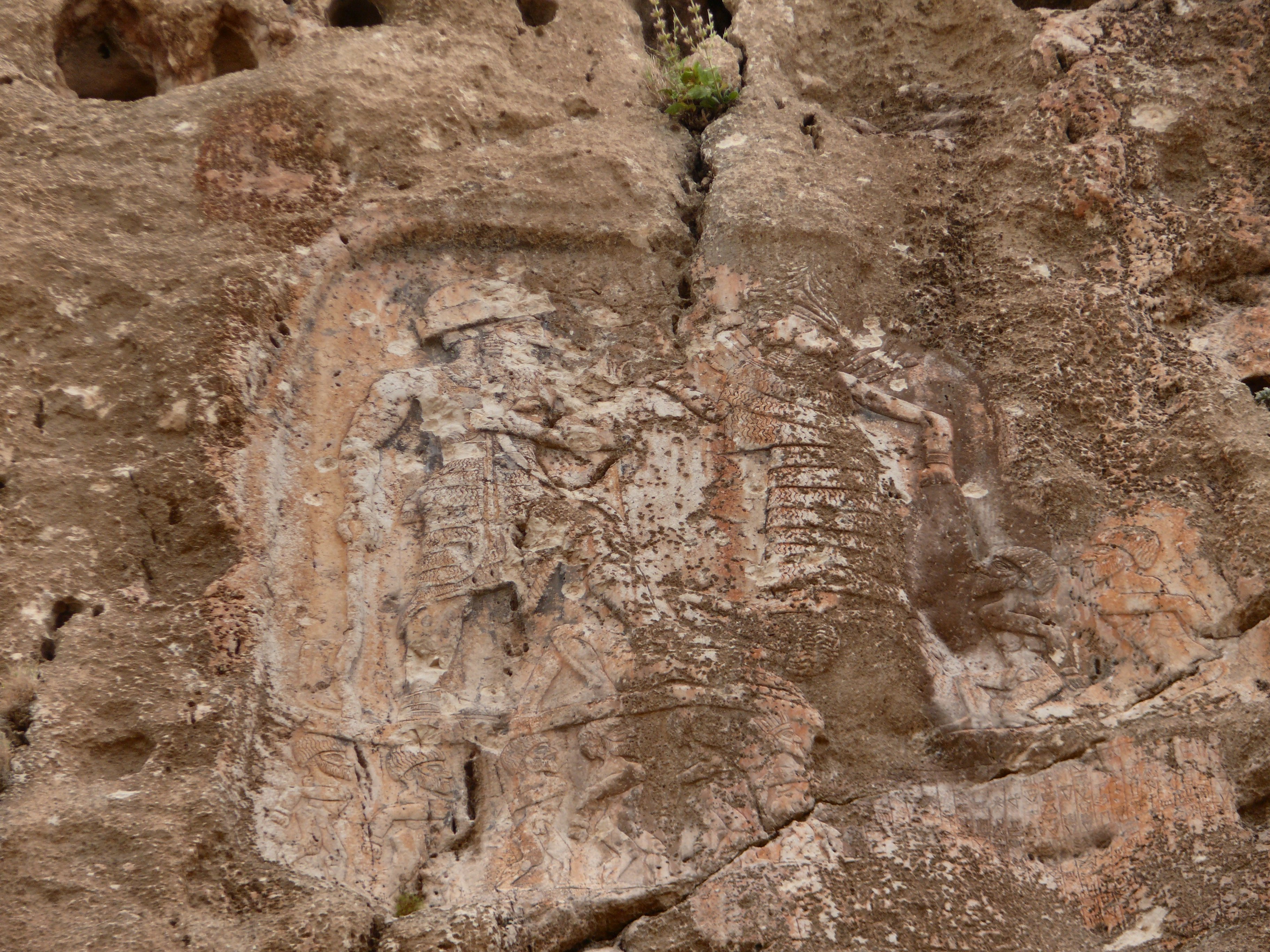
نقش‌برجسته آنوبانی‌نی بر صخره سرپل ذهاب